# Jonathan Roberts
Jonathan Roberts (Boston, 10 maggio 1956) è uno sceneggiatore e produttore televisivo statunitense.
È il creatore dei personaggi Timon e Pumbaa, nonché sceneggiatore di vari film Disney, tra i quali Il re leone e Il gobbo di Notre Dame.

## Biografia
Nato a Boston studiò letteratura inglese alla Brown University e prima di iniziare la sua carriera seguì un corso ad Harvard riguardante la pubblicazione di libri e riviste. Tra i libri che ha scritto ci sono The 80s: A Look Back, How to California e The Official Preppy Handbook che divenne un bestseller del New York Times.
Per la televisione ha scritto e prodotto l'episodio pilota per la serie Fast Times, basata sul film Fuori di testa, ed è stato co-produttore per le serie Head of the Class e Beverly Hills 90210.
Sul grande schermo fa il suo esordio nel 1985 con la commedia romantica Sacco a pelo a tre piazze e nello stesso anno scrive Se ti mordo... sei mio in cui partecipa Jim Carrey ancora all'inizio della carriera. Inizia a collaborare con la Disney nel 1994 quando si occupa della sceneggiatura per Il re leone e due anni dopo partecipa alla scrittura della sceneggiatura per i film James e la pesca gigante e Il gobbo di Notre Dame. Partecipa ad altri due film, Jack Frost nel 1998 e Monsters & Co. nel 2001, in cui si occupa ancora una volta della sceneggiatura.

## Filmografia

### Cinema
- Sacco a pelo a tre piazze (1985) (Autore)
- Se ti mordo... sei mio (1985) (Autore)
- Il re leone (1994) (Sceneggiatura)
- James e la pesca gigante (1996) (Sceneggiatura)
- Il gobbo di Notre Dame (1996) (Autore)
- Jack Frost (1998) (Sceneggiatura)
- Monsters & Co. (2001) (Sceneggiatura)
- Il re leone (2019) (Sceneggiatura)

### Televisione
- Fast Times (1986) (Autore e produttore) – serie TV
- Segni particolari: genio (Head of the Class) (1989–1990) (Co-produttore) – serie TV
- Beverly Hills 90210 (1991–1992) (Co-produttore) – serie TV